# Луца Сюч
Луца Сюч (угор. Luca Szűcs, 20 вересня 2002, Будапешт) — угорська фехтувальниця на шаблях, чемпіонка світу.

## Виступи на Олімпіадах
| Олімпіада  | Дисципліна          | Місце |
| ---------- | ------------------- | ----- |
| Париж 2024 | індивідуальна шабля | 7     |
| Париж 2024 | командна шабля      | 6     |